# Odranci

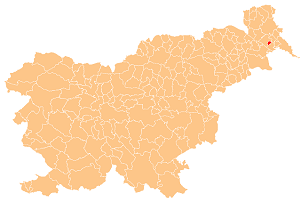
Odranci utmärkt genom en röd prick.

Odranci är en kommun i Slovenien. Den har 1 619 invånare (2002) och en yta på 6,9 km².